# 柳巴希夫卡
柳巴希夫卡（羅馬化：Liubashivka；亦译为柳巴绍夫卡）是烏克蘭 西南部敖德薩州波迪利斯克區的鎮，2020年以前為現已撤銷區份柳巴希夫卡區的首府，始建於十八世紀，1868年开通铁路，面積8.87平方公里，2001年人口11,500，人口密度每平方公里1,296.5人。

## 備註
1. ↑  俄语：